# Iveta Šranková
Iveta Šranková, po mężu Hritzová (ur. 1 października 1963 w Zlatych Moravcach) – czechosłowacka hokeistka na trawie, medalistka olimpijska.
Uczestniczka letnich igrzysk olimpijskich w Moskwie w 1980. Wystąpiła jedynie w wygranym 2-1 meczu z kadrą Indii. Czechosłowackie hokeistki w swoim jedynym występie olimpijskim zdobyły srebrny medal, a Šranková była najmłodszą zawodniczką w kadrze (16 lat).